# Eugène Fournière

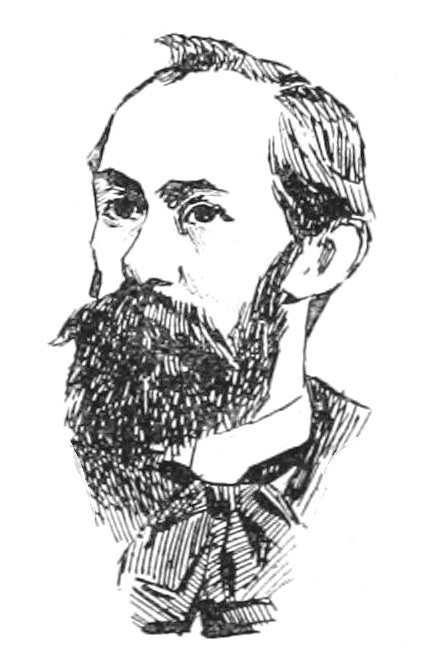

Joseph Eugène Fournière, född 31 maj 1857, död 6 januari 1914, var en fransk politiker.
Fourniére var ursprungligen guldsmedsarbetare. Han förskaffade sig genom självstudier en omfattande bildning och utbildade sig till en framstående socialistisk teoretiker, och lärjunge till Benoît Malon. Tillsammans med Gustave Rouanet grundade Fournière La revue socialiste. Han blev deputerad 1898. Fournière utgav L'âme de demain (1895), L'idéalisme social (1898), Chez nos petits-fils (1900), Les théories sociales de Saint-Simon à Proud'hon (1904), La législation du travail (1904), Ouvriers et patrons (1905), samt L'individu, l'association et l'état (1907).